# Gaius Ateius Capito
Gaius Ateius Capito († 22 n. Chr.) war ein römischer Jurist der augusteischen und tiberischen Zeit. Er war der Enkel eines Centurios, der unter Sulla gedient hatte, und Sohn des gleichnamigen Volkstribuns des Jahres 55 v. Chr.
Capito erhielt seine juristische Ausbildung als Schüler des Aulus Ofilius. Neben seiner Tätigkeit als Rechtsgelehrter war er als Senator politisch aktiv und erreichte den Höhepunkt seiner Laufbahn mit dem Suffektkonsulat im Jahre 5 n. Chr. Seit 13 n. Chr. war er als zweiter curator aquarum nach Marcus Valerius Messalla Corvinus für die Sicherung der römischen Wasserversorgung und die Pflege der natürlichen sowie künstlichen Wasserläufe im Stadtgebiet Roms zuständig. In dieser Eigenschaft arbeitete er 15 n. Chr. zusammen mit Lucius Arruntius einen Plan für die Verlegung des Tiberlaufes aus, um die Stadt wirksam vor Hochwasser zu schützen, doch wurden die beabsichtigten Maßnahmen nach größeren Widerständen aus der Bevölkerung vom Senat abgelehnt. Im Jahr 23 wurde er in seiner Funktion als curator aquarum von Lucius Tarius Rufus abgelöst. Im Unterschied zu seinem Zeitgenossen und Fachkollegen Antistius Labeo war Ateius Capito ein eifriger Befürworter des augusteischen Prinzipats.
Ateius Capito galt als herausragender Rechtsgelehrter, dem besonders auf dem Gebiet des Pontifikal- und Sakralrechts große Kompetenz nachgesagt wurde. So hatte er 17 v. Chr., um für Augustus die gewünschte Abhaltung von Säkularspielen zu legalisieren, die entsprechende sakralrechtliche Auslegung eines Sibyllenorakels vorgenommen. Während seines Wirkens sammelte er eine größere Schülergruppe um sich, aus der später die nach seinem Schüler und Nachfolger Masurius Sabinus benannte Rechtsschule der Sabinianer hervorging. Capitos Schriften sind fast vollständig verloren. Lediglich einige Werktitel und Fragmente aus indirekten Zitaten späterer Autoren sind bekannt:
- De pontificio iure („Über das Pontifikalrecht“), mindestens 6 Bücher über das mit dem Amt der Pontifices verbundene Recht,
- De iure sacrificiorum („Über das Opferrecht“ bzw. „Über das Sakralrecht“),
- Coniectanea („Verschiedenes“) in mindestens neun Büchern, von denen anscheinend jedes einen eigenen Untertitel besaß,
- De officio senatorio („Über das Senatorenamt“),
- ein Werk über Auguralrecht (Titel unbekannt),
- Epistulae („Briefe“), vermutlich zu juristischen Fragen.

Ateius scheint auch über die römische Wasserversorgung geschrieben zu haben, denn Frontinus, einer seiner Nachfolger, schrieb: „Wie ich bei Ateius Capito lese, blieb es auch später, als unter Augustus die Wasserversorgung auf Kuratoren überging, bei dieser Regelung“ [dass die Bewässerung des Circus Maximus nur mit Erlaubnis der Ädilen oder Zensoren erfolgen durfte.]. Trotz seines hohen Ansehens als Rechtsgelehrter wurden die Werke Capitos, die noch im 6. Jahrhundert häufig gelesen wurden, kaum von späteren Juristen zitiert und auch in den Digesten selten erwähnt. Dagegen wurde er häufiger von antiquarisch interessierten Autoren wie Aulus Gellius oder Lexikographen wie Marcus Verrius Flaccus benutzt, was möglicherweise darauf hinweist, dass seine Schriften eher populärwissenschaftlicher Natur waren.
Der prägnante Wesenszug des Juristen wurde später von Sueton und Tacitus als höfisch bis auffallend anbiedernd charakterisiert. So soll Tiberius von den Schmeicheleien des von Augustus übernommenen Juristen angewidert gewesen sein.
Der Versdichter Ovid lastete Capito an, dass er der verantwortliche Rechtsberater gewesen sei, der mit juristischen Interpretationen des Werkes Ars amatoria wesentlich für die Verbannung (relegatio) des Dichters unter Augustus gesorgt habe.